# Kalifornijski oreh
Kalifornijski oreh (znanstveno ime Juglans californica) je listopadno drevo iz družine orehovk, ki je samoniklo na jugozahodu Severne Amerike.

## Opis
Kalifornijski oreh je lahko velik grm, sestavljen iz do pet debel, lahko pa raste tudi ko posamično drevo. Deblo se lahko rogovilasto razdvoji že pri tleh, tako da včasih izgleda, kot da sta se zrasli dve drevesi. Skorja drevesa je debela in globoko razbrazdana. Listi so sestavljeni iz 11 do 19 manjših lisitčev. Plod je koščičast in vsebuje po en droben oreh z užitnim jedrom. Lupina oreha je izjemno trda.